# 薔薇の名前
『薔薇の名前』（ばらのなまえ、イタリア語原題：Il Nome della Rosa イル・ノーメ・デッラ・ローザ）は、ウンベルト・エーコが1980年に発表した小説。1327年、教皇ヨハネス22世時代の北イタリアのカトリック修道院を舞台に起きる怪事件の謎をフランシスコ会修道士バスカヴィルのウィリアムとベネディクト会の見習修道士メルクのアドソが解き明かしていく。
全世界で5500万部を超える世界的なベストセラーとなり、1986年には映画化（西独、伊、仏）された。詳しくは薔薇の名前 (映画)を参照。

## 概要

### 構成とあらすじ
物語は、もともとラテン語で書かれ、フランス語に訳されたメルクのアドソの手記を「私」が手にし、その真偽を疑いながらも内容を明らかにし、イタリア語で出版したという形式をとっている。
舞台はアヴィニョン教皇庁の時代、フリードリヒ美王の特使としてバスカヴィルのウィリアム修道士が北イタリアの某所にあるベネディクト会修道院を訪れる。ウィリアムはかつて異端審問官としてそのバランスのとれた判断が高く評価されていた。物語の語り手である見習修道士メルクのアドソは、見聞を広めてほしいという父親メルク男爵の意向によってこのウィリアムと共に旅をしている。
ウィリアムの本来の目的は、当時「清貧論争」と呼ばれた、フランシスコ会とアヴィニョン教皇庁のあいだの論争に決着を付ける会談を調停し、手配することにあった。ところがその修道院において、両者の代表の到着を待たずに奇怪な事件が次々と起こる。二人は文書館に秘密が隠されていることを察知し、これを探ろうとするがさまざまな妨害が行われる。修道院内で死者が相次ぎ、老修道士がこれは黙示録の成就であると指摘すると、修道士たちは終末の予感におののく。
やがてフランシスコ会の代表と教皇側使節一行が到着するが、論争の決着は付かず決裂する。教皇使節と共に会談に訪れていた苛烈な異端審問官ベルナール・ギーが、修道院で起こっている殺人事件は、異端者の仕業であるとして、異端審問を要求した為、事態は、まったく異なる方向へと進行して行く。ウィリアムはそれでも、事件の秘密解明に全力を注ぐことを決意する。

### 物語の背景
物語は7日間にわたって進行し、章として聖務日課（教会の祈り）の時課が用いられている。主人公アドソとその師ウィリアムの関係は、あくまで探偵小説にあらわれる探偵とその助手（シャーロック・ホームズとワトソン博士など）という定式のフォーマットを踏んでいる。助手であるアドソのイタリア語での発音がワトソンに似ていたり、また、ウィリアムの出身地がバスカヴィルであることから『バスカヴィル家の犬』が連想される等の例にあるように、この作品は無数の書物の記述への言及と参照、オマージュが散りばめられている。ホルヘ・ルイス・ボルヘス的な書物と知の迷宮世界への参照と言えるが、そのボルヘス自体に対し、「迷宮図書館」とか、その図書館に大きな影響力を持つ修道士たちの長老、盲目の師ブルゴスのホルヘなどの登場人物設定を通じて参照が行われている（ボルヘスはアルゼンチンの国立図書館の館長で、盲目となった人物で、さらに「迷宮図書館」を主題とした作品がある）。
物語自体は殺人事件の真相を解明するというシンプルなものだが、その背景に、喜劇について論じた詩論とされるが伝来しておらず、本当に存在したのか論争があるアリストテレスの『詩学』の第二部や、当時の神学論争（普遍論争など）や、フランシスコ会における清貧論争とそこから発生した異端論議、神聖ローマ皇帝とアヴィニョンに移った教皇の争い、当時のヨーロッパを覆っていた終末意識などが複雑にからみあっている。また、実在した有名な異端審問官ベルナール・ギー（ドミニコ会士）や同じく実在したフランシスコ会士カサーレのウベルティーノの登場などによって、複雑な知と言説の模様を造っている。聖書やキリスト教神学からのさまざまな形での引用が多いことも本書の理解を難しくしているが、逆に言えばそれらについての知識が増えれば増えるほどさらに面白く読むことができるということもある。
また本書はキリスト教の歴史と笑いの関係について問題提起した書でもあり、この本を受けてキリスト教と笑いに関する多くの書籍が出版された。

## 登場人物
- 枠物語
  - わたし（ウンベルト・エーコらしい。たまたま、中世の写本を不思議な巡り合わせで入手する）
- 主人公（師と弟子）
  - バスカヴィルのウィリアム（フランシスコ会修道士、元異端審問官、アドソの師）
  - メルクのアドソ（ベネディクト会見習修道士、ウィリアムの弟子、記録本文の筆者）
- ベネディクト会修道院の修道士たち
  - フォッサノーヴァのアッボーネ（修道院長）
  - レミージョ・ダ・ヴァラージネ（修道士、厨房係）
  - サルヴァトーレ（助修士、厨房係の助手、かつて異端のドルチーノ派に属していた）
  - マラキーア・ダ・ヒルデスハイム（修道士、修道院の文書館長）
  - ベレンガーリオ・ダ・アルンデル（修道士、文書館長補佐）
  - ザンクト・エンメラムのセヴェリーノ（修道士、薬草係）
  - ニコーラ・ダ・モリモンド（修道士、ガラス細工師）
  - アデルモ・ダ・オートラント（修道士、細密画家）
  - ヴェナンツィオ・ダ・サルヴェメック（修道士、古典翻訳が専門）
  - ベンチョ・ダ・ウプサラ（修道士、修辞学が専門）
  - アリナルド・ダ・グロッタフェッラータ（最長老の修道士）
  - ホルヘ・ダ・ブルゴス（盲目の老修道士）
  - アイマーロ・ダ・アレッサンドリア（修道士）
  - ピエートロ・ダ・サンタルバーノ（修道士）
  - パチーフィコ・ダ・ティーヴォリ（修道士）
- フランシスコ会士と教皇庁代表
  - ミケーレ・ダ・チェゼーナ（フランシスコ会総長）
  - ウベルティーノ・ダ・カサーレ（フランシスコ会修道士、聖霊派の指導者）
  - ニューカッスルのヒュー（フランシスコ会修道士）
  - ベルトランド・デル・ポッジェット（枢機卿）
  - ベルナール・ギー（ドミニコ会修道士、異端審問官）
- その他
  - 娘（谷間の村の娘）

## 日本語訳
- 『薔薇の名前』 河島英昭訳、東京創元社（上下）、1990年。日本翻訳文化賞、BABEL国際翻訳大賞、日本翻訳出版文化賞

## 映像化
- 薔薇の名前 (映画)

1986年のフランス・イタリア・西ドイツのミステリ映画。監督はジャン＝ジャック・アノー、出演はショーン・コネリーとクリスチャン・スレーターなど。
- 薔薇の名前

2019年3月にはイタリア・ドイツ合作でテレビドラマも放送された（全8回）。出演はジョン・タトゥーロ、ダミアン・ハルドン、ルパート・エヴェレットなど。

## 「薔薇の名前」とは何か
この小説の原題は、イタリア語で「Il Nome della Rosa」で、英訳すると「The Name of the Rose」である。薔薇（rosa）にも名前（nome）にも定冠詞が付いている。小説は、その最後が、/stat rosa pristina nomine, nomina nuda tenemus./ というラテン語の詩句で終わっている。これはモーレーのベルナールの説教詩の一行で、小説の最後の部分では、ベルナールの詩の句が幾度も引用されている。
もっとも単純には、「薔薇の名前」とは、メルクのアドソの初恋の相手で、生涯の唯一の恋人となった、この小説の主要登場人物中でただ一人、名前が明記されていない農民の少女の名前のことだと解釈されている。しかし、最後の一行の詩句が、非常に多義的な意味を持つことから、様々な解釈が行われている。
ラテン語の詩句は、形式的に直訳すると、「以前の薔薇は名に留まり、私たちは裸の名を手にする」というような意味であるが、ベルナール自身の詩のなかで象徴的な意味を持っており、さらに小説のなかでも、多義的象徴的意味を持っている（この詩は、ヨハン・ホイジンガ『中世の秋』に引用されており、その詩の全体がどういうものかは、『中世の秋』（日本語版は堀越孝一訳で、新版・中公クラシックス全2冊）で、知ることができる）。

### 「薔薇の名前」と普遍論争
エーコの小説のなかでは述べられていないが、フランシスコ会と教皇庁の争いは、フランシスコ会総長チェゼーナのミケーレ他幹部が、論争に決着を付けるためアヴィニョンを訪れるが、教皇庁側の対応に疑問を抱いた彼らが、一夜にしてアヴィニョンを逐電し、ドイツ（当時の神聖ローマ帝国領）へと逃れるに及んで最終的に決裂した。このとき、逃走した者のなかには、当時の普遍論争において、唯名論の側の立場に立つ筆頭の論客として知られた、オッカムのウィリアムも含まれていた（この後、教皇庁はミケーレを解任し、フランシスコ会に新しい総長を選出させた結果、二人の総長が並立するという事態になる）。
オッカムのウィリアムは、論理思考における「オッカムの剃刀」で良く知られているように、近代合理的な思考、経験的科学的な認識論を指向していた。従って、オッカムのウィリアムが、またバスカヴィルのウィリアムのモデルだとも言える。
普遍論争とは中世に存在した、実在するのは何かという哲学議論で、簡単には、事物（レース）について、その類観念つまり類のエイドス（形相）が実在しているというのが、「実念論」の立場で、これに対し、オッカムのウィリアムなど「唯名論」の立場では、実在するのは個々の事物（レース）であって、類の普遍観念つまりエイドスは、「名（nomen）」に過ぎないという考えであった。
この事物の類観念と個々の事物の関係を、「薔薇（rosa）」という事物または類観念で考えると、「その薔薇のその名前（Il Nome della Rosa）」とは、「その名前」が普遍観念で実在か、「その薔薇」こそが具体的事物で実在で、「その名前」は形式に過ぎないのか。オッカムは後者の立場であり、したがってバスカヴィルのウィリアムも唯名論の立場で、後者である。しかしメルクのアドソは晩年に至って、師の教えに反し、「その名前」が実在である、つまり実念論の立場に転向した趣旨が小説の「最後の頁」で示唆されている。
/stat rosa pristina nomine, nomina nuda tenemus./ という小説最後のラテン語の詩句が、ここで中世の普遍論争の文脈に置かれることになる。また、時代錯誤であるが、作者エーコは、バスカヴィルのウィリアムに20世紀の分析哲学の思想に類似した内容を語らせており、ヴィトゲンシュタインの言葉の引用に似た表現が登場する。分析哲学は、中世の普遍論争の問題を20世紀において継承した思想である。
エーコの小説の「枠」を外した事実上の「始まり」の部分は、「初めに（原初に）、言葉があった（ In principio erat verbum.）」（『ヨハネ福音書』1章1節）であり、「最後」は、筆写室に手稿を残してアドソが部屋を後にするという説明であり、そして、最後の最後に、上のラテン語の詩句が置かれている。「原初の薔薇（rosa pristina）」とは何で、「裸の名前（nomina nuda）」とは何か、作品は、言葉と実在の関係をめぐり、記号と世界の秩序の関係をめぐり、壮大な「薔薇の名前」の物語を築いている。

## 関連文献
- ウンベルト・エーコ 『中世美学史 「バラの名前」の歴史的・思想的背景』 谷口伊兵衛訳、而立書房
- ウンベルト・エーコ 『「バラの名前」覚書』 谷口勇（谷口伊兵衛）訳、而立書房-※以下も同
- エーコほか 『「バラの名前」探求』
- クラウス・イッケルト、ウルズラ・シック 『バラの名前 百科』
- アデル・J・ハフト 『バラの名前 便覧』
- ロリアーノ・マッキアヴェッリ 『バラの名前 後日譚』 谷口勇ほか訳
- ニルダ・グリエルミ 『「バラの名前」とボルヘス エコ、ボルヘスと八岐の園』
- コスタンティーノ・マルモ 『ウンベルト・エコ作『バラの名前』原典批判』文化書房博文社
- 和田忠彦『ウンベルト・エーコ　薔薇の名前　笑いは知の限界を暴く　100分de名著』NHK出版。放送テキスト（2018年9月）
- 図師宣忠『エーコ『薔薇の名前』　迷宮をめぐる〈はてしない物語〉』慶應義塾大学出版会「世界を読み解く一冊の本」（2021年4月）